# Gerry Martina
Gerald A. J. „Gerry” Martina (ur. 5 lutego 1928 w Dublinie, zm. 3 kwietnia 1990 tamże) – irlandzki zapaśnik walczący w stylu wolnym. Dwukrotny olimpijczyk. Zajął czwarte miejsce w Melbourne 1956 i dziewiętnaste w Rzymie 1960. Startował w kategorii do 87 kg.
Mistrz Brytyjski w 1956 roku.

## Letnie Igrzyska Olimpijskie 1956
| Konkurencja      | Rundy eliminacyjne        | Rundy eliminacyjne | Rundy eliminacyjne  | Rundy eliminacyjne    | Klas. końcowa |
| Konkurencja      | Przeciwnik I              | Przeciwnik II      | Przeciwnik III      | Przeciwnik IV         | Miejsce       |
| ---------------- | ------------------------- | ------------------ | ------------------- | --------------------- | ------------- |
| 87 kg styl wolny | Spyros Defteraios (GRE) Z | wolny los Z        | Kevin Coote (AUS) P | Borys Kulajew (USR) P | 4.            |

## Letnie Igrzyska Olimpijskie 1960
| Konkurencja      | Rundy eliminacyjne    | Klas. końcowa |
| Konkurencja      | Przeciwnik I          | Miejsce       |
| ---------------- | --------------------- | ------------- |
| 87 kg styl wolny | Manie van Zyl (ZPA) P | 19.           |